# Gemma Arterton
Gemma Christina Arterton (Gravesend, 2 de fevereiro de 1986) é uma atriz britânica, mais conhecida como a Agente Fields, do filme 007 - Quantum of Solace, o segundo filme da nova série de filmes do James Bond iniciada em 2006. Também fez a Princesa Tamina, do filme baseado em games Príncipe da Pérsia: As Areias do Tempo e Io no filme Clash of the Titans (2010).

## Biografia
Arterton trabalhou na adolescência como vendedora de maquiagem. Depois de cursar a Gravesend Grammar School, entrou no curso de artes do Teatro Miskin, em Dartford.
Estudou, com uma bolsa integral, na Royal Academy of Dramatic Art, em Londres, e fez seu primeiro papel profissional enquanto ainda cursava a academia. Fez sua estreia nos palcos no famoso Globe Theatre como Rosaline, na peça de Shakespeare, Love's Labour's Lost. Seu primeiro trabalho no cinema foi no filme St Trinian's.
Entre seus trabalhos mais expressivos está a bond girl Strawberry Fields de Quantum of Solace, papel para o qual superou 1500 candidatas de várias partes do mundo. No mesmo ano, participou do filme RocknRolla. Em 2010, interpretou a bela Princesa Tamina de Príncipe da Pérsia: As Areias do Tempo e Io do filme Clash of the Titans (2010). Helen Justineau no filme A Menina Que Tinha Dons, de 2016. Em 2019, Arterton viveu Vita Sackville-West, no drama biográfico Vita and Virginia. Gemma, em sua atuação mais recente, interpretou Alice Lamb no filme Summerland.
Ela é o rosto da 'Avon Bond Girl 007', fragrância que foi lançado em outubro de 2008, pouco antes da estreia mundial de Quantum of Solace. Com a projeção conseguida, Gemma, que tinha um contrato modesto com a Avon para um produto de pequena divulgação, tentou participar também da campanha de publicidade de 'Rimmel', um novo produto mais sofisticado, de cachê maior e de maior veiculação, feito pela modelo Kate Moss, mas não conseguiu por motivos de cláusulas contratuais com a empresa.

## Filmografia
| Ano  | Filme                                          | Papel               |
| ---- | ---------------------------------------------- | ------------------- |
| 2007 | Capturing Mary                                 | Liza                |
| 2007 | St Trinian's                                   | Kelly Jones         |
| 2008 | Three and Out                                  | Frankie Cassidy     |
| 2008 | RocknRolla                                     | June                |
| 2008 | Three and Out                                  | Frankie Cassidy     |
| 2008 | Quantum of Solace                              | Agente Fields       |
| 2009 | The Boat That Rocked                           | Desiree             |
| 2009 | St. Trinian's II: The Legend of Fritton's Gold | Kelly Jones         |
| 2010 | Clash of the Titans                            | Io                  |
| 2010 | The Disappearance of Alice Creed               | Alice Creed         |
| 2010 | Prince of Persia: The Sands of Time            | Princesa Tamina     |
| 2010 | Tamara Drewe                                   | Tamara Drewe        |
| 2012 | Canção para Marion                             | Elizabeth           |
| 2013 | Byzantium                                      | Claire              |
| 2013 | João e Maria: Caçadores de Bruxas              | Maria               |
| 2013 | Runner, Runner                                 | Rebecca Shafran     |
| 2014 | The Voices                                     | Fiona               |
| 2014 | Gemma Bovery - A Vida Imita a Arte             | Gemma Bovery        |
| 2016 | A Menina Que Tinha Dons                        | Helen Justineau     |
| 2016 | The History of Love                            | Alma                |
| 2017 | The Extraordinary Journey of the Fakir         |                     |
| 2019 | StarDog and TurboCat                           | Cassidy (voz)       |
| 2019 | Vita and Virginia                              | Vita Sackville-West |
| 2019 | Mistério no Mediterrâneo                       | Grace Ballard       |
| 2020 | Summerland                                     | Alice Lamb          |